# Radical 181
Le radical 181, qui signifie la feuille, est un des 11 des 214 radicaux chinois répertoriés dans le dictionnaire de Kangxi composés de neuf traits.
Le caractère Unicode de 頁 est 9801.

## Caractères avec le radical 181
| nombre de traits          | caractères                                                                          |                            |
| ------------------------- | ----------------------------------------------------------------------------------- | -------------------------- |
| Sans trait supplémentaire | 頁                                                                                  | 页                         |
| 2 traits supplémentaires  | 頂 頃 頄                                                                            | 顶 顷                      |
| 3 traits supplémentaires  | 䪱 䪲 項 順 頇 須 頉                                                                | 顸 项 顺 须                |
| 4 traits supplémentaires  | 䪳 䪴 䪵 頊 頋 頌 頍 頎 頏 預 頑 頒 頓 頙                                           | 顼 顽 顾 顿 颀 颁 颂 颃 预 |
| 5 traits supplémentaires  | 䪶 䪷 䪸 䪹 䪺 䪻 䪼 䪽 䪾 頔 頕 頖 頗 領 頚 領                                     | 颅 领 颇 颈                |
| 6 traits supplémentaires  | 䪿 䫀 䫁 䫂 頛 頜 頝 頞 頟 頠 頡 頢 頣 頦 頧 頨 頩 頪 頫 頬                         | 颉 颊 颋 颌 颍 颎 颏       |
| 7 traits supplémentaires  | 䫃 䫄 䫅 䫆 䫇 䫈 䫉 䫊 頤 頥 頭 頮 頯 頰 頱 頲 頳 頴 頵 頶 頷 頸 頹 頺 頻 頼 頽 頻 | 颐 频 颒 颓 颔 颕 颖       |
| 8 traits supplémentaires  | 䫋 䫌 䫍 䫎 䫏 䫐 䫑 䫒 䫓 頿 顀 顁 顂 顃 顄 顅 顆 顇 顈 顉 顊                      | 颗                         |
| 9 traits supplémentaires  | 䫔 䫕 䫖 䫗 䫘 䫙 䫚 䫛 䫜 䫝 頾 顋 題 額 顎 顏 顐 顑 顒 顓 顔 顕                   | 题 颙 颚 颛 颜 额          |
| 10 traits supplémentaires | 䫞 䫟 䫠 䫡 䫢 䫣 䫤 䫥 䫦 䫧 顖 顗 願 顙 顚 顛 顜 顝 類 類                         | 颞 颟 颠 颡                |
| 11 traits supplémentaires | 䫨 䫩 䫪 䫫 顟 顠 顡 顢 顣                                                          |                            |
| 12 traits supplémentaires | 䫬 䫭 䫮 䫯 䫰 䫱 顤 顥 顦 顧 顨                                                    | 颢 颣                      |
| 13 traits supplémentaires | 䫲 䫳 䫴 顩 顪 顫                                                                   | 颤                         |
| 14 traits supplémentaires | 顬 顭 顮 顯                                                                         | 颥                         |
| 15 traits supplémentaires | 䫵 䫶 顰 颦                                                                         |                            |
| 16 traits supplémentaires | 䫷 顱 顲                                                                            |                            |
| 17 traits supplémentaires |                                                                                     | 颧                         |
| 18 traits supplémentaires | 顳 顴                                                                               |                            |